# 594
سنة 594 م

## أحداث
- الإمبراطور وين ويصلح ويوسع أقسام من السور العظيم في الشمال الغربي، وذلك باستخدام السخرة. قتل الآلاف من المدنيين خلال السنوات التالية.[1]

## مواليد
- الزبير بن العوام
- ميمونة بنت الحارث

## وفيات
- عروة بن الورد - الشاعر الجاهلي الصعلوك. (تقديرا).